# 女が見ていた (小説)
『女が見ていた』（おんながみていた）は、横溝正史の長編推理小説である。
発表時の題名は『女が見てゐた』で、連載前に『女を捜せ』の題名で予告され、『時事新報』にて1949年5月5日号から10月17日号にわたって連載された作品で、作者作品としては異例の新聞連載小説である。
本作品は第3回探偵作家クラブ賞の候補作品に選出されている。

## 概要と解説
作者は本作品の新聞連載に先立ち、「われわれの身辺にザラに見られるような人物と、日常生活の中に始終起こっているような事件、つまり同じ殺人でも、新聞の社会面にしょっちゅう現れているような事件をつかまえて来て、その中に大きな謎を空想してみたいと思うことがある」と述べている。また、コーネル・ウールリッチがウィリアム・アイリッシュ名義で描いた『幻の女』に注目した作者は、「全篇が大きな謎に包まれ、スリルとサスペンスにも富んでいる。本格的探偵小説としては、これがいま一番新しい型ではないか。」と思い、ウールリッチの型を日本に移そうと意図した。
それらの意図によって描かれた本作品では、加害者として疑われた主人公の無実を証明してくれるはずの正体不明の女性たちが次々と殺されていくという構成が、『幻の女』に通じるところがあり、その一方で金田一耕助や由利麟太郎のような名探偵は登場せず、従来の作風であるおどろおどろしさ、『本陣殺人事件』以降の諸作品に見られる巧緻を極めたトリックや本格推理小説の構成も影を潜めている替わりに、戦後混乱期の世相を背景に、「われわれの身辺にザラに見られるような人物」を躍動させ、日常生活の周囲で起こり得そうな事件を描くことによって、スリルとサスペンスを高めている。

## あらすじ
5月にしては寒いある夜、妻の加奈子を殴って家を飛び出した小説家の風間啓介は、銀座をさまよい歩きながらラクダ色のオーヴァを着た女、黒いつやのある外套を着た女、真紅のターバンを頭に巻いた女たちに次々と尾行されているのを感じる。それらの途中で啓介は、酔った挙句に昔の恋人で評論家の那須慎吉の妻になっている泰子に電話で会って欲しいと懇願するが、あえなく振られてしまう。やけになってはしご酒を続けて酔い潰れた啓介は、気が付くと最初に尾行していたラクダ色のオーヴァを着た女に有楽町のガード下で介抱されていて、そのまま彼女に終電車に乗せられる。
ところが家に帰り着いた啓介は、同居人で雑誌編集者の西沢から、加奈子が「レッド・ミル」という銀座のキャバレーで殺されたことを知らされる。しかも、現場には自分のシガレット・ケースと、西沢が啓介に渡した店の地図が落ちていたという。自分に疑いがかかるように那須にワナにかけられたと思い込んだ啓介は、西沢にウィスキーに混ぜた睡眠薬を飲ませて眠らして逃げ出してしまう。そして、海軍時代からの知り合いで、自分に恩義を感じてくれているヤミブローカーの田代皓三に、自分のアリバイを証明してくれるはずの三人の女を捜すように依頼する。
一方、加奈子の葬式で葬儀委員長を務めていた西沢は、若い女が持ってきたという封筒を受付で渡される。封筒の中には「奥さまを殺したのは、旦那様ではありません。私たちがよく見ていました。三人の女より。」と記された便箋が入っていた。しかし、元々啓介に対し反感を持っていた西沢は、直後に訪れた事件担当主任の小田切警部補にその便箋を渡さず、ズボンのポケットにしまい込んでいたところ、近親者たちが火葬場から戻ってきてから気が付くと、便所の前に女が持ってきた封筒だけが落ちていて、便箋がなくなっていた。そして、啓介の無実を証明する証拠であるにもかかわらず、その後も誰も便箋のことを言い出さないことから、西沢はこの中に真犯人がいるのではないかと疑う。
こうして、一方では田代が恩人の殺人の疑いを晴らすために、もう一方では西沢が自身の思惑のために啓介に有利な情報を握りつぶしながらも三人の女を捜し、そのうちの黒いつやのある外套を着た女がテル代という有楽町のパンパンだということをそれぞれ突き止めたが、パンパン仲間たちはここ2、3日、彼女を見かけないという。
そうして1か月以上も過ぎた6月のある夜、消息を絶っていたテル代が突然パンパン仲間たちのところに戻ってきた。故郷の秋田に帰っていたという彼女の話を聞いたパンパン仲間の美代は、すぐさま田代に知らせに行く。一方、別のパンパンのおチカは、日比谷で長いレーンコートに身を包み、顔を隠した男に声をかけられる。おチカが見知ったその男にテル代が戻ってきたことを知らせると、男はおチカを撲殺する。
さらに、美代に連れられてきた田代より一足先にテル代を見つけた男は、彼女を東劇に近い河岸ぶちのQホテルに連れ込み、ラクダ色のオーヴァを着た女と赤いターバンを巻いた女のことを聞き出す。テル代がQホテルにいると知った田代たちが部屋に飛び込んだときには、既に彼女は首をへし折られて殺された後だった。そして、さらに残された二人の女にも魔の手が迫る。

## 登場人物
風間啓介（かざま けいすけ）
小説家。乗物恐怖症。わがままで得手勝手だが、鷹揚で世話好きで思いやりもある。
風間加奈子（かざま かなこ）
啓介の妻。31歳。
西沢（にしざわ）
風間の同居人。加奈子の遠縁の親戚。26歳。啓介に反感を持っている。『月刊東都』の編集者。
那須慎吉（なす しんきち）
文学者。城南大学仏文学科教授。評論家。啓介の大学時代の同級生。傍若無人な性格。
那須泰子（なす やすこ）
慎吉の妻。啓介のかつての恋人。31歳。加奈子とは女学校から女子大まで一緒だった。細面の淋しい顔立ちで、年より3つ、4つ若く見える。
風間誠也（かざま せいや）
啓介の兄。日東製鋼の重役。小肥りで丸顔の鼻下に髭を生やした好紳士。
瀬川省吾（せがわ しょうご）
元城南大学教授。啓介の恩師。啓介と加奈子の媒酌人。小肥りで初老の人物。大学でも家でも無能扱いされている。
瀬川春代（せがわ はるよ）
省吾の妻。世話焼き。小肥りで40歳過ぎだが36、7歳にしか見えない。
白井（しらい）
加奈子の兄。さる大銀行の理事。額のはげあがった初老の紳士。
石田（いしだ）
加奈子の妹婿。1年前にシベリアから復員してきた。夫婦で白井家に同居している。
石田清子（いしだ きよこ）
加奈子の妹。
田代皓三（たしろ こうぞう）
田代商事会社の社長。海軍くずれのヤミブローカー。啓介に恩義を感じている。ちょっといい男、「髭のないクラーク・ゲーブル」。
田代由紀子（たしろ ゆきこ）
皓三の妹。22歳。誠実で物に動じない娘。皓三を英雄視している。
マチ子（マチこ）
第一の女。ラクダ色のオーヴァを着ている。25、6歳。ダンスホール・サンチャゴのナンバーワン・ダンサー。
テル代（テルよ）
第二の女。黒いつやのある外套を着ている。22、3歳。有楽町のパンパン。
お京（おきょう）
第三の女。真紅のターバンを頭に巻いている。24、5歳。淋しい顔立ち。子供がいる。新橋のパンパン。
おチカ
有楽町のパンパン。
美代（みよ）
有楽町のパンパン。16、7歳ぐらいにしか見えない。
小田切（おだぎり）
警部補。キャバレー・レッド・ミル事件の担当主任。
仁科（にしな）
警部補。連続パンパン殺しの担当主任。

## 補足
- 主人公の風間の乗物恐怖症は、作者自身が乗物恐怖症だったことに由来している[2]。